# ロザファ城
ロザファ城 （アルバニア語: Kalaja e Rozafës）は、 アルバニア北部のシュコドラにある要塞である。高さ130 mの丘の上にあり、城の西側にボイアナ川、城の東側にキル川とドリン川の合流点がある。 

## 歴史と説明
この丘の城は青銅器時代から存在する 。 紀元前9世紀と紀元前8世紀の間、丘は大きな石の岩に囲まれていた。紀元前2世紀にシュコドラの開拓地の支えとなり、イリュリア人のアルディエイ部族が住んだ。紀元前168年にゲンツィオ王が捕らえられた第三次イリュリア戦争の唯一の衝突でローマ人によって征服された。 
15世紀 、城はヴェネツィアの建築家、アンドレアヴェニエ、フランチェスコヴェニエ、メルキオレダイモラによる大規模な修復と拡張工事を受けた。1474年7月15日、ロザファ城はトルコ人に包囲されたが、アントニオ・ロレダンが指揮するヴェネツィアの守備隊の激しい抵抗のため、撤退を余儀なくされた。4年後、アルバニア人のクロアの 拠点が落ちた後、オスマン帝国は再びシュコドラを包囲した。アントニオダレゼが率いるヴェネツィア人の部隊が抵抗したが1479年 1月25日に要塞を放棄し、シュコドラをトルコ人に引き渡さざるを得なくなった。 
第一次バルカン戦争中、 セルビアとモンテネグロの連合軍は、オスマン帝国の城の守備隊を包囲した 。6か月の戦いの後、トルコの司令官エサドパスチャは降伏に署名し、要塞を敵に引き渡した。 1939年のイタリアのアルバニア侵攻の間、城を守るアルバニアの守備隊は降伏を拒否し、敵への射撃に抵抗し続けました。 
ロザファ城には楕円形の計画があり、異なる種類の3つの壁で構成されている 。要塞の複合施設の内部には、サントステファノ教会の遺跡がある。1479年にオスマン帝国がシュコドラを占領した後、城は軍事基地に変わり、教会はシュコドラを占領したスルタンを記念してファティスルタンメフメットモスクに改築された。鐘楼の一部が破壊されてミナレットとなり、後陣がミラブに変わった。